# Songea
Songea es una ciudad de Tanzania, capital de la región de Ruvuma en el sur del país. Dentro de la región, forma una subdivisión equiparada a un valiato y es al mismo tiempo la sede administrativa del vecino valiato rural homónimo sin pertenecer al mismo.
En 2012, la ciudad tenía una población total de 203 309 habitantes.
Se ubica en el centro-oeste de la región, sobre la carretera A19 que une Mtwara con el lago Malaui. Al norte de la ciudad sale la carretera B4, que lleva a Njombe.
La localidad fue fundada en 1897 como base militar del África Oriental Alemana. Recibe su nombre en honor a un jefe local ngoni que fue asesinado por los colonos alemanes durante la rebelión Maji Maji. Aunque es capital regional desde principios de siglo XX, fue una localidad rural hasta finalizar el siglo, cuando tuvo un gran aumento de población como punto de comercio en una importante zona agrícola. En 2006 adoptó estatus urbano y fue separada de su valiato.

## Subdivisiones
El territorio de la ciudad se divide en las siguientes 21 katas:
- Bombambili
- Lilambo
- Lizaboni
- Majengo
- Matarawe
- Mateka
- Matogoro
- Mfaranyaki
- Misufini
- Mjimwema
- Mletele
- Msamala
- Mshangano
- Mwengemshindo
- Ndilimalitembo
- Ruhuwiko
- Ruvuma
- SeedFarm
- Songea Mjini
- Subira
- Tanga

## Deportes
- Maji Maji FC